# Damien Saez
Damien Saez (Saint-Jean-de-Maurienne, Francia, 1 de agosto de 1977) es un cantante, compositor y escritor francés. Su padre es francés de origen español y su madre es argelina.

## Biografía
Damien Saez nació en Saint-Jean-de-Maurienne, departamento de Saboya, Francia, el 1 de agosto de 1977. Su padre es español; su madre, argelina.
Estudió piano desde los 8 años en el Conservatorio Regional de Dijon. Su carrera de cantante empieza en 1995, a la vez que empieza a explotar su gusto por la composición.
En 1999 firmó contrato con Island y grabó su primer álbum, Jours étranges, por el que fue premiado con un doble disco de oro.
En diciembre de 2001 publicó el poemario À ton nom.
En marzo de 2002 publicó su segundo álbum, un ambicioso disco doble titulado God Blesse, con letras en inglés y francés. Además, publicó en internet (mediante sitios no oficiales y descarga gratuita) una obra instrumental titulada Katagena.
Ese mismo año, Damien Saez fue contactado por Brian De Palma para participar en la banda sonora de la película Femme Fatale. La canción escogida, "Sexe", provocó revuelo: a causa de su letra explícita, algunas radios se negaron a difundir la canción. El videoclip no fue transmitido por televisión.
El 22 de abril de 2002, al día siguiente de la primera vuelta de las elecciones presidenciales, publicó gratuitamente en el sitio web de su disquera, Universal Music, una canción compuesta y grabada en aproximadamente diez horas: "Fils de France" (Hijos de Francia). En esta canción hace una declaración de principios, en abierta oposición al candidato de la ultraderecha francesa, Jean-Marie Le Pen, quien había accedido a la segunda vuelta.
En 2004, publicó un tercer álbum, más orientado al rock que el precedente, titulado Debbie. Las letras de este disco están íntegramente en francés, a diferencia del anterior.
En 2005 terminó su contrato con Universal Music y emprendió una gira titulada: "Damien Saez, Piano y voz".
En abril de 2008 publicó su cuarta producción, un álbum triple titulado Varsovie. Los títulos de los discos son respectivamente, "Varsovie", "L'Alhambra" y "Paris".
En 2010 publica el disco J'accuse cuyo título recuerda el artículo de Émile Zola "J'accuse".

## Discografía

### Álbumes de estudio
- 1999: Jours étranges
- 2002: God Blesse (álbum doble: God Blesse y Katagena).
- 2004: Debbie
- 2008: Varsovie (álbum triple: Varsovie, L'Alhambra y Paris).
- 2009: A loyers prayer
- 2010: J'accuse
- 2012: Messina (álbum triple: Les échoués, Sur les quais y Messine).
- 2013: Miami
- 2016: L’oiseau liberté
- 2017: Lulu (álbum triple: Mon européenne, Lulu y Les bords de Seine).
- 2018: #humanité
- 2019: Le manifeste 2016-2019 : Ni dieu ni maître (álbum cuadruplicar: L’humanité disque 1, L’humanité disque 2, L’humain disque 1 y L’humain disque 2).

### Maxis
- 2001: : Katagena
- 2019 : Libertaire

### Cajas
- 2021 : Le Manifeste Edition Limitée Coffret (caja de 9 discos)